# Ivan Kaspar
Ivan Kaspar (25. září 1926 – 1. září 2019) byl český a československý politik, po sametové revoluci poslanec Sněmovny lidu Federálního shromáždění za Občanskou demokratickou stranu.

## Biografie
Ve volbách roku 1992 byl za ODS, respektive za koalici ODS-KDS, zvolen do Sněmovny lidu (volební obvod Praha). Ve Federálním shromáždění setrval do zániku Československa v prosinci 1992. V komunálních volbách roku 1998 kandidoval za ODS neúspěšně do zastupitelstva hlavního města Praha. Profesně byl uváděn jako sociolog.